# Dianthus helenae
Dianthus helenae är en nejlikväxtart som beskrevs av A.I. Vvedensky. Dianthus helenae ingår i släktet nejlikor, och familjen nejlikväxter. Inga underarter finns listade i Catalogue of Life.